# Veracruzaanse Revolutionaire Partij
De Veracruzaanse Revolutionaire Partij (Spaans: Partido Revolucionario Veracruzano, PRV) is een politieke partij in de Mexicaanse deelstaat Veracruz.
De PRV is de enige regionale partij van betekenis in Mexico. Zij controleert tien gemeentes in Veracruz. Bij de gouverneursverkiezingen van 2004 steunde de partij Fidel Herrera Beltrán, de kandidaat van de Institutioneel Revolutionaire Partij (PRI), die de verkiezingen wist te winnen.